# 岡崎市歌
「岡崎市歌」（おかざきしか）は、日本の愛知県岡崎市が制定した市歌である。以下の2代が存在する。
1. 1916年（大正5年）制定。作詞および作曲・鳥居忱。
2. 1937年（昭和12年）制定。作詞・北原白秋、作曲・山田耕筰。

現在の市歌は2.である。2006年に岡崎市へ編入合併された額田郡額田町の旧町歌については「額田町町歌」を参照。

## 解説
「岡崎市歌」は初代・2代目のどちらも歌詞・旋律の両方が著作権の保護期間を満了し、パブリックドメインとなっている。

### 初代（1916年）
初代の「岡崎市歌」は1916年（大正5年）7月1日に愛知県で3番目となる市制施行を記念し、東京音楽学校教授の鳥居忱が作詞・作曲したものである。また、この市歌とは別に「市制施行祝歌」（作詞：柴田顕正、作曲：鈴木毅一）も作成された。
歌詞（初代）
一、
家蔵愈々立ち添ひて　兼ても富めるこの郷は
其の町並も整ひて　今こそ市とは成りにけれ
二、
東の夷きためむと　雄々しき皇子が矢矧川
其の川水の淀みなく　唯一筋に進む郷
三、
三河の武士の昔より　後れを取らぬ心もて
旦暮開け行く道を　唯一筋に進む郷
四、
吾が大君の思し召す　御代諸共に此の郷は
萬の家の人々の　励むにつれて栄え行く

### 2代目（1937年）
昭和期に入ると初代市歌は「歌詞も文語体で時代に合わなくなってきた」ものと考えられたため、1936年（昭和11年）の市制20周年を機に「岡崎市ノ諸会合ニ於テ老幼男女喜ンデ唱謡シ市民ヲ鼓舞激励民心統一ニ資スル」ことを制定意義として2代目の市歌を制定することになった。歌詞の懸賞募集は前年10月10日付の『岡崎市広報』第352号に要項を掲載して実施されたが、半年後に発表された入賞作品は千葉県からの応募作が一等入選とされたのを始め、全てが岡崎市はおろか愛知県外からの応募作であった。市側はこの入選作について理由を明示しないまま「不採用」とすることを決め、改めて旧制岡崎中学校と岡崎師範学校の教諭らに作詞を依頼し甲・乙の2篇を候補として6月の定例市会へ提出する。だが、この2篇に対しても市会からの同意が得られなかったため曲が付けられないまま未完成に終わっており、その理由について『新編岡崎市史』では「歌の出来の問題ではなく、中央の権威筋のものが望まれた結果と思われる」と推測している。
結果、前年に東京府の「八王子市歌」や福島県の「福島市歌」を手掛けており大正から昭和初期にかけて「黄金コンビ」と評されていた北原白秋と山田耕筰に市歌の作成が依頼された。白秋の自筆原稿によれば歌詞を書き上げた日付は1937年（昭和12年）年4月25日、山田が曲を完成させたのは同年5月3日とされている。こうして1年半に及ぶ難航の末に完成した2代目市歌は6月18日付で発表され、市制施行21年目に当たる7月1日に記念式典で地元の小学生たちが斉唱した。
市による制定告示は戦後の1962年（昭和37年）4月1日付条例第10号「岡崎市歌を定める条例」において行われ、その制定意義は「本市における市民意識の高揚を図るため」とされている。1970年代には、市と教育委員会が自主製作のソノシート（規格品番：RFO-1022）を作成した。市では演奏の機会について「毎年七月一日の市制施行記念式と、毎年一月一日の新年交礼会において斉唱される」としている。
岡崎市は2006年（平成18年）に額田郡額田町を編入合併したが、合併協議会では「現在の岡崎市歌をそのまま市歌として存続する」申し合わせを受けて旧「額田町町歌」および町民音頭は廃止となり、合併後の市歌は岡崎市側のものに統一された。
歌詞（2代目）
一、
雲にかがやく　龍城の　青葉の嵐　仰ぎ見よ
国に築きし　先傑の　勲は高し　この力
奮えよ我等　後永く　堅実の地歩　日に継がむ
岡崎これや　我が光　岡崎これや　我が郷土
二、
名にしゆたけき　天恵の　矢作の流　まさに見よ
土は肥えたり　西三河　眺は広し　この平野
奮えよ我等　明らけく　営々の業　世に布かむ
岡崎これや　我が光　岡崎これや　我が郷土
三、
煙にぎはふ　新興の　時代の勢　ここに見よ
音にきこゆる　産業の　誉は高し　この栄
奮えよ我等　眉わかく　躍進の都市　いまどよむ
岡崎これや　我が光　岡崎これや　我が郷土